# Mo Johnston
Mo Johnston, właśc. Maurice John Giblin Johnston (ur. 13 kwietnia 1963 w Glasgow) – piłkarz szkocki grający na pozycji napastnika.

## Kariera klubowa
Johnston urodził się w mieście Glasgow i tam też rozpoczął karierę piłkarską w klubie Partick Thistle F.C. W 1981 roku zadebiutował w jego barwach w Second Division i w klubie tym spędził 2,5 sezonu, w trakcie którego strzelił 41 goli w rozgrywkach ligowych. W listopadzie 1983 roku został zawodnikiem angielskiego pierwszoligowca, Watfordu, do którego przeszedł za 200 tysięcy funtów. W Watfordzie zadebiutował 19 listopada w przegranym 1:4 wyjazdowym spotkaniu z Manchesterem United. W sezonie 1983/1984 był najlepszym strzelcem zespołu z 20 golami, a także dotarł z tym klubem do finału Pucharu Anglii, który 2:0 wygrał zespół Evertonu.
W październiku 1984 roku Johnston wrócił do szkockiej ligi i przeszedł do zespołu Celtic F.C. W Scottish Premier League zadebiutował 13 października w wygranym 3:0 domowym spotkaniu z Hibernian F.C. W „The Bhoys” był podstawowym zawodnikiem i w 1985 roku zdobył z tym klubem Puchar Szkocji. Z kolei w sezonie 1985/1986 wywalczył z Celtikiem swoje pierwsze mistrzostwo Szkocji. W latach 1984–1987 rozegrał dla Celticu 140 ligowych spotkań, w których strzelił 57 goli.
W lipcu 1987 roku Johnston odszedł z Celticu i trafił do ligi francuskiej, do klubu FC Nantes. W Nantes Szkot występował przez dwa sezony i w „Kanarkach” stworzył atak najpierw z Philippe Anzianim, a następnie z Senegalczykiem Thierno Youmem. Przez dwa sezony strzelił 22 gole dla Nantes.
Latem 1989 roku Maurice był bliski powrotu do Celticu, jednak ostatecznie 10 lipca przyjął ofertę menedżera odwiecznego rywala Celtiku Rangers F.C., Graeme Sounessa. Transfer był wydarzeniem bezprecedensowym, gdyż Johnston był katolikiem, a Rangers od początku istnienia był klubem protestanckim. Po tym transferze fani Celticu nadali mu przydomek „Judasz”, a sam piłkarz otrzymał ochronę. W zespole Rangersów Johnston zadebiutował 12 sierpnia w przegranym 0:1 domowym spotkaniu z St. Mirren F.C. Do 1991 roku rozegrał dla tego klubu 100 oficjalnych spotkań, w których strzelił 46 goli. W tym okresie trzykrotnie przyczynił się do wywalczenia przez Rangersów mistrzostwa Szkocji, a w 1990 roku zdobył także Puchar Ligi Szkockiej.
W listopadzie 1991 roku Johnston został piłkarzem Evertonu, a 23 listopada zadebiutował w jego barwach w Premiership w wygranym 1:0 meczu z Notts County. W „The Toffies” bez sukcesów występował przez dwa lata i w 1993 roku wrócił do Szkocji i podpisał kontrakt z drużyną Heart of Midlothian F.C. z Edynburga (debiut: 23 października w zremisowanym 0:0 meczu z Partick Thistle). Po półtora sezonu ponownie zmienił barwy klubowe i odszedł do Falkirk F.C. Ostatnim klubem Szkota w karierze był Kansas City Wizards, grający w amerykańskiej Major League Soccer. W klubie tym Johnston grał od 1996 do 2001 roku. Rozegrał dla niego 149 meczów i zdobył 31 goli, a największym sukcesem było wywalczenie MLS Cup w 2000 roku.
| Sezon   | Klub                   | Kraj              | Rozgrywki           | Mecze | Bramki |
| ------- | ---------------------- | ----------------- | ------------------- | ----- | ------ |
| 1981/82 | Partick Thistle F.C.   | Szkocja           | Second Division     | 32    | 9      |
| 1982/83 | Partick Thistle F.C.   | Szkocja           | Second Division     | 39    | 22     |
| 1983/84 | Partick Thistle F.C.   | Szkocja           | Second Division     | 14    | 10     |
| 1983/84 | Watford F.C.           | Anglia            | Division One        | 29    | 20     |
| 1984/85 | Watford F.C.           | Anglia            | Division One        | 9     | 3      |
| 1984/85 | Celtic F.C.            | Szkocja           | Premier League      | 27    | 14     |
| 1985/86 | Celtic F.C.            | Szkocja           | Premier League      | 32    | 15     |
| 1986/87 | Celtic F.C.            | Szkocja           | Premier League      | 40    | 23     |
| 1987/88 | FC Nantes              | Francja           | Division 1          | 32    | 13     |
| 1988/89 | FC Nantes              | Francja           | Division 1          | 34    | 9      |
| 1989/90 | Rangers F.C.           | Szkocja           | Premier League      | 36    | 15     |
| 1990/91 | Rangers F.C.           | Szkocja           | Premier League      | 29    | 11     |
| 1991/92 | Rangers F.C.           | Szkocja           | Premier League      | 11    | 5      |
| 1991/92 | Everton F.C.           | Anglia            | Premiership         | 21    | 7      |
| 1992/93 | Everton F.C.           | Anglia            | Premiership         | 34    | 10     |
| 1993/94 | Heart of Midlothian FC | Szkocja           | Premier League      | 31    | 4      |
| 1994/95 | Heart of Midlothian FC | Szkocja           | Premier League      | 4     | 1      |
| 1994/95 | Falkirk F.C.           | Szkocja           | First Division      | 10    | 1      |
| 1995/96 | Falkirk F.C.           | Szkocja           | First Division      | 31    | 5      |
| 1996    | Kansas City Wizards    | Stany Zjednoczone | Major League Soccer | 29    | 6      |
| 1997    | Kansas City Wizards    | Stany Zjednoczone | Major League Soccer | 29    | 6      |
| 1998    | Kansas City Wizards    | Stany Zjednoczone | Major League Soccer | 26    | 11     |
| 1999    | Kansas City Wizards    | Stany Zjednoczone | Major League Soccer | 29    | 3      |
| 2000    | Kansas City Wizards    | Stany Zjednoczone | Major League Soccer | 25    | 4      |
| 2001    | Kansas City Wizards    | Stany Zjednoczone | Major League Soccer | 11    | 1      |

## Kariera reprezentacyjna
W reprezentacji Szkocji Johnston zadebiutował 28 lutego 1984 roku w wygranym 2:1 towarzyskim spotkaniu z Walią, gdy w 46. minucie zmienił Francisa McGarveya. W 78. minucie tego meczu zdobył swojego pierwszego gola w drużynie narodowej. W 1986 roku był bliski nominacji do kadry Szkotów na mundial w Meksyku, jednak ostatecznie na ten turniej nie został powołany przez menedżera Alexa Fergusona z powodów dyscyplinarnych. W 1990 roku Andy Roxburgh zabrał go na Mistrzostwa Świata we Włoszech, na których zagrał we wszystkich trzech grupowych spotkaniach Szkotów: przegranym 0:1 z Kostaryką, w wygranym 2:1 ze Szwecją (gol w 83. minucie z rzutu karnego) i przegranym 0:1 z Brazylią. Ostatni mecz w drużynie narodowej rozegrał w listopadzie 1991 przeciwko San Marino (4:0), a łącznie wystąpił w niej 38 razy i strzelił 14 goli.

## Kariera trenerska
Po zakończeniu kariery piłkarskiej Johnston został trenerem. W latach 2003–2005 pełnił funkcję asystenta Boba Bradleya w nowojorskim MetroStars. Gdy Bradley został zwolniony w 2005 roku, pierwszym szkoleniowcem MetroStars został Johnston. Z drużyną awansował do fazy play-off, jednak 27 czerwca 2006 został zwolniony ze stanowiska po 7 porażkach w sezonie.
Przed rozpoczęciem sezonu 2007 Johnston został zatrudniony w nowo powstałym klubie Major League Soccer, kanadyjskim Toronto FC. Pod jego wodzą Toronto ustanowiło rekord ligi: przez 824 minuty nie straciło gola w meczu ligowym. W 2008 roku Johnston został mianowany dyrektorem klubu, a jego miejsce na stanowisku trenerskim zajął John Carver.